# Parade (escrime)
Pour les articles homonymes, voir Parade.

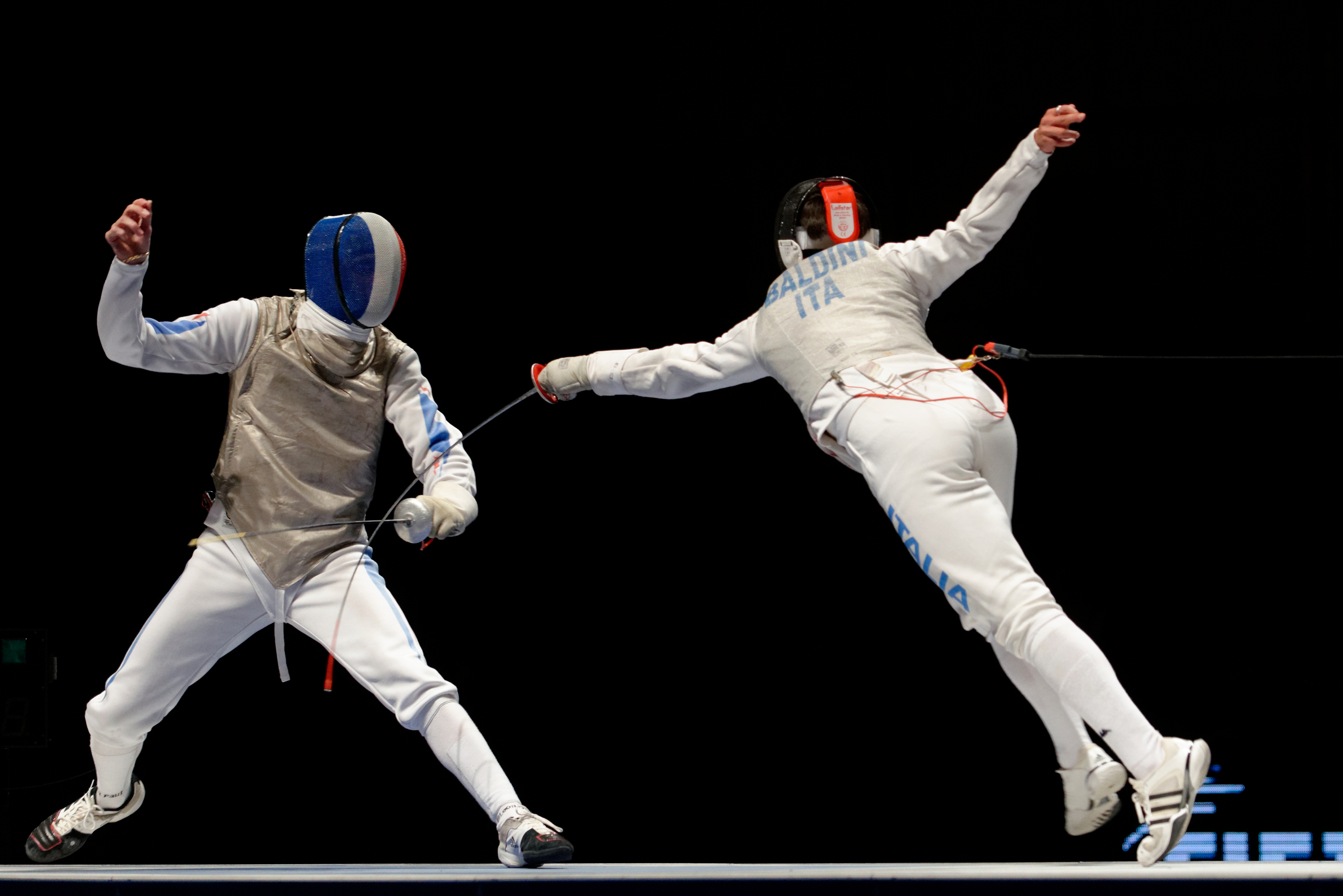
Jérémy Cadot (à gauche) pare une flèche d'Andrea Baldini (à droite) en finale du Challenge International de Paris 2013.

La parade est une action défensive faite avec l’arme pour bloquer l'attaque de l'adversaire et l'empêcher ainsi de toucher une surface valable. Ce n'est pas le premier moyen de défense à l'escrime, le premier étant la retraite.
La parade permet aussi de reprendre la priorité d'attaque dans le cadre d'une arme "de convention" comme le fleuret ou le sabre.

## Typologie

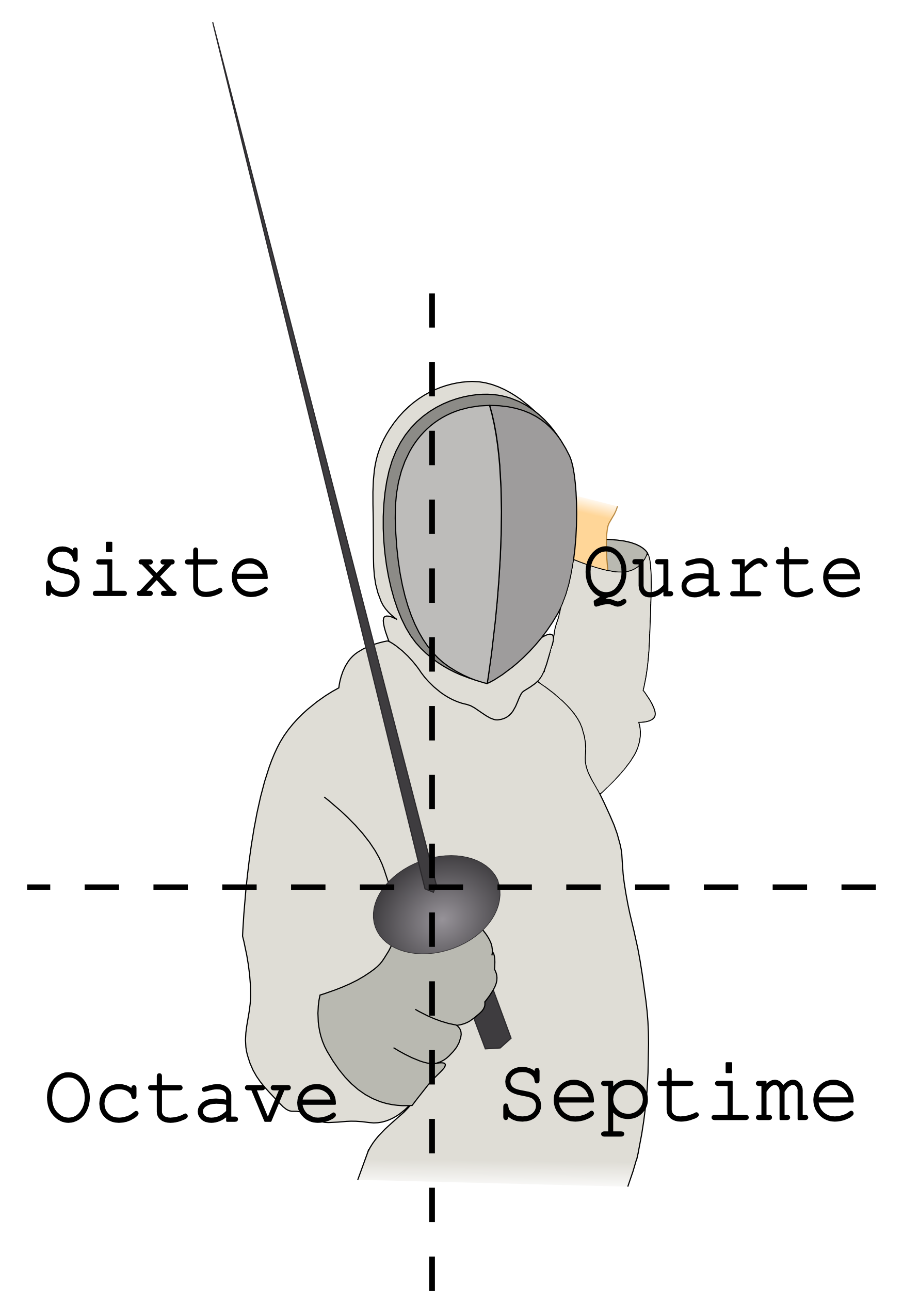
Les positions en escrime

Les parades portent le nom de la position dans laquelle elle est prise c'est-à-dire aux diverses positions de la main, et sont au nombre de huit : la prime, la seconde, la tierce, la quarte, la quinte, la sixte, la septime et l'octave.
On distingue les parades principales selon le mouvement de l'avant-bras. En supination, ce sont les parades de sixte (position de la garde dans les armes de pointe), quarte, septime, octave. Dans toutes ces positions, le pommeau de l'arme est au-dessus de la main. En pronation, ce sont les parades de prime, seconde, tierce (position de la garde au sabre) et quinte. Dans ces positions, le pommeau est sous la main.
La parade peut être simple et directe quand elles sont faites dans la même ligne que l’attaque et circulaires quand elles sont faites dans la ligne opposée à l’attaque.
Les parades circulaires (par exemple le contre-de-sixte) consistent en un mouvement circulaire de la lame se terminant dans la position de départ (en sixte pour un contre-de-sixte, en quarte pour un contre-de-quarte, etc.). Ce mouvement circulaire permet d'intercepter la lame adverse et de la bloquer dans la position d'arrivée, pour ensuite conduire la riposte. À chaque parade correspond ainsi une parade circulaire. La plus usitée est le contre-de-sixte (au fleuret et à l'épée), action redoutable et particulièrement efficace si le tireur l'exécute avec la rapidité nécessaire.